# Raymond Carl
 (mai 2025).
Raymond Guérard dit Raymond Carl, est un acteur français né le 6 mai 1898 à Haleine (Orne) et mort le 12 novembre 1966 à Villejuif (Val-de-Marne).

## Filmographie
- 1951 : Garou-Garou, le passe-muraille de Jean Boyer - Le collègue de travail de Léon
- 1953 : Les Vacances de Monsieur Hulot de Jacques Tati - Le garçon
- 1954 : Crainquebille de Ralph Habib - L'homme célibataire
- 1955 : Treize à table d'André Hunebelle - L'oncle
- 1957 : Les Collégiennes d'André Hunebelle - M. Leprompt, le père
- 1957 : Sénéchal le magnifique de Jean Boyer - Un comédien de la troupe
- 1958 : Les Misérables de Jean-Paul Le Chanois - Film tourné en deux époques -